# Bandiera gialla (programma radiofonico)
(Lo slogan di apertura della trasmissione)
Bandiera gialla è stata una trasmissione radiofonica italiana andata in onda sul Secondo Programma Rai; la prima trasmissione si ebbe il 16 ottobre 1965, l'ultima il 9 maggio 1970. Era dedicata alle novità mondiali della musica e destinata a un pubblico giovanile. A condurla erano Gianni Boncompagni e Renzo Arbore.
La prima ideazione del programma è di Boncompagni, che propose il titolo Sound ("suono" in inglese), richiamando le origini angloamericane della musica giovane allora all'avanguardia. La dirigenza RAI, nella persona di Luciano Rispoli, pensò di chiamarlo Bandiera gialla collegando tali generi musicali, all'epoca ancora pressoché banditi dalla radio italiana, al simbolo della quarantena per epidemia, appunto la bandiera gialla. Così il maestro Giulio Razzi, all'epoca direttore della Radio, accordò il consenso alla messa in onda.

## Svolgimento
La trasmissione andava in onda il sabato pomeriggio alle 17:40; veniva registrata nei giorni precedenti negli studi di via Asiago a Roma.
Ogni puntata presentava dodici canzoni, pubblicate di recente o ancora inedite sul mercato italiano. Venivano presentate tre alla volta e il pubblico - composto tutto da ragazzi - era chiamato a votare la migliore di ciascuna terna tramite delle bandierine gialle.
Le quattro canzoni rimanenti andavano in finale. Il brano vincitore assoluto veniva proclamato Disco giallo.
Il pubblico era composto da 40 adolescenti, di cui i tre quarti erano ospiti fissi, selezionati fra i frequentatori della discoteca romana Piper Club e alcuni figli di dirigenti RAI; i rimanenti erano scelti di volta in volta tra gli aspiranti che si presentavano agli studi.
Si trattava di un pubblico selezionato: i ragazzi non erano spettatori passivi, ma erano essi stessi i protagonisti dell'animazione gridando, cantando, e sebbene si trattasse di programma radiofonico, abbigliandosi alla moda beat e ballando. Alcuni dei ragazzi erano anche personaggi noti o lo divennero successivamente: Mita Medici, Giuliana Valci, Renato Zero, Loredana Bertè, Giancarlo Magalli, Valeria Ciangottini, Donatella Turri, Roberto D'Agostino, Carla Vistarini.
La sigla originaria, T-Bird, era eseguita da Rocky Roberts accompagnato dal suo gruppo, gli Airedales (il brano è stato poi inciso anche dai New Dada di Maurizio Arcieri).

## Fenomeno di costume
Nella RAI di Ettore Bernabei, in una situazione di totale monopolio, Bandiera gialla diviene un fenomeno di costume e introduce scelte musicali totalmente nuove rispetto al gusto corrente, presentando novità discografiche provenienti soprattutto da Gran Bretagna e USA, senza tuttavia trascurare i gruppi e gli interpreti italiani dell'ondata beat. Solo in un anno i dischi presentati, selezionati dai due presentatori, furono 672. Il programma diede un'importante spinta promozionale ai brani presentati, spesso incentivandone la rapida pubblicazione in Italia, che altrimenti tendeva a tardare rispetto al mercato internazionale.
Il nome della trasmissione ha ispirato il testo italiano dell'omonimo brano cantato da Gianni Pettenati, Bandiera gialla, cover di The Pied Piper di Artie Kornfeld e Steve Duboff, e presentato esso stesso in gara nel 1966.
Seguendo il successo di Bandiera gialla Arbore presentò verso la fine del 1966 un'altra trasmissione radiofonica dedicata alla musica giovane, Per voi giovani.
La trasmissione ispirò anche il film del 1967 I ragazzi di Bandiera Gialla, musicarello diretto dal regista cinematografico Mariano Laurenti.